# World Endurance Championship 2018/2019
FIA World Endurance Championship 2018/2019 – 7. sezon World Endurance Championship organizowany  przez Fédération Internationale de l’Automobile (FIA) i Automobile Club de l’Ouest (ACO). Rywalizacja odbyła się w czterech klasach: LMP1 i LMP2 dla prototypów Le Mans Prototype oraz LMGTE Pro i LMGTE Am dla samochodów klasy GT. Sezon rozpoczął się sześcioogodzinnym wyścigiem na torze Spa-Francorchamps a zakończył rywalizacją na torze w Le Mans, gdzie odbył się wyścig 24h Le Mans.
Mistrzostwa świata zdobyli: Toyota Gazoo Racing (zespoły LMP1) oraz Porsche (producenci GT).
Trofea endurance dla zespołów wywalczyli: Signatech Alpine Matmut (LMP2) i Team Project 1 (LMGTE Am).
Mistrzostwa świata kierowców zdobyli: Fernando Alonso, Sébastien Buemi i Kazuki Nakajima (LMP) oraz Michael Christensen i Kévin Estre (GT).
Zdobywcami Trofea endurance dla kierowców byli: Nicolas Lapierre, Pierre Thiriet i André Negrão (LMP2) oraz Jörg Bergmeister, Patrick Lindsey i Egidio Perfetti (LMGTE Am).

## Kalendarz
Kalendarz został ogłoszony 1 września 2017 roku. Zawierał on zmianę formatu sezonu z dotychczasowego trwającego rok kalendarzowy na dwuletni. 15 września zapowiedziano dodanie toru Silverstone do kalendarza oraz przesunięcie terminów obu azjatyckich wyścigów. W lutym 2018 przywrócono pierwotną datę wyścigu na torze Fuji. 4 kwietnia 2018 roku ogłoszono skrócenie wyścigu na torze Sebring do 1000 Mil z ograniczeniem czasowym wynoszącym 8 godzin.
| Runda | Wyścig                       | Tor                            | Lokalizacja                  | Termin               |
| ----- | ---------------------------- | ------------------------------ | ---------------------------- | -------------------- |
| 1     | 6 Hours of Spa-Francorchamps | Circuit de Spa-Francorchamps   | Stavelot, Belgia             | 5 maja 2018          |
| 2     | 24h Le Mans                  | Circuit de la Sarthe           | Le Mans, Francja             | 16–17 czerwca 2018   |
| 3     | 6 Hours of Silverstone       | Silverstone Circuit            | Silverstone, Wielka Brytania | 19 sierpnia 2018     |
| 4     | 6 Hours of Fuji              | Fuji Speedway                  | Oyama, Japonia               | 14 października 2018 |
| 5     | 6 Hours of Shanghai          | Shanghai International Circuit | Szanghaj, Chiny              | 18 listopada 2018    |
| 6     | 1000 Miles of Sebring        | Sebring International Raceway  | Sebring, USA                 | 15 marca 2019        |
| 7     | 6 Hours of Spa-Francorchamps | Circuit de Spa-Francorchamps   | Stavelot, Belgia             | 4 maja 2019          |
| 8     | 24h Le Mans                  | Circuit de la Sarthe           | Le Mans, Francja             | 15–16 czerwca 2019   |

## Lista startowa
W ramach World Endurance Championship zespoły i kierowcy podzieleni są na 4 kategorie, w zależności od specyfikacji samochodów. Do każdego samochodu przypisanych jest co najmniej trzech kierowców, którzy na zmianę uczestniczą w wyścigu.

### LMP1
| Zespół               | Samochód            | Silnik                                            | Hybryda | Opony | Nr | Kierowca             | Rundy         |
| -------------------- | ------------------- | ------------------------------------------------- | ------- | ----- | -- | -------------------- | ------------- |
| Rebellion Racing     | Rebellion R13       | Gibson GL458 4.5 L V8                             | Nie     | M     | 1  | André Lotterer       | 1–5, 7–8      |
| Rebellion Racing     | Rebellion R13       | Gibson GL458 4.5 L V8                             | Nie     | M     | 1  | Neel Jani            | Wszystkie     |
| Rebellion Racing     | Rebellion R13       | Gibson GL458 4.5 L V8                             | Nie     | M     | 1  | Bruno Senna          | Wszystkie     |
| Rebellion Racing     | Rebellion R13       | Gibson GL458 4.5 L V8                             | Nie     | M     | 1  | Mathias Beche        | 6             |
| Rebellion Racing     | Rebellion R13       | Gibson GL458 4.5 L V8                             | Nie     | M     | 3  | Thomas Laurent       | Wszystkie     |
| Rebellion Racing     | Rebellion R13       | Gibson GL458 4.5 L V8                             | Nie     | M     | 3  | Gustavo Menezes      | Wszystkie     |
| Rebellion Racing     | Rebellion R13       | Gibson GL458 4.5 L V8                             | Nie     | M     | 3  | Mathias Beche        | 1–5           |
| Rebellion Racing     | Rebellion R13       | Gibson GL458 4.5 L V8                             | Nie     | M     | 3  | Nathanaël Berthon    | 6–8           |
| ByKolles Racing Team | ENSO CLM P1/01      | Nismo VRX30A 3.0 L Turbo V6 Gibson GL458 4.5 L V8 | Nie     | M     | 4  | Oliver Webb          | 1–5, 7–8      |
| ByKolles Racing Team | ENSO CLM P1/01      | Nismo VRX30A 3.0 L Turbo V6 Gibson GL458 4.5 L V8 | Nie     | M     | 4  | Tom Dillmann         | 1–2, 4–5, 7–8 |
| ByKolles Racing Team | ENSO CLM P1/01      | Nismo VRX30A 3.0 L Turbo V6 Gibson GL458 4.5 L V8 | Nie     | M     | 4  | Dominik Kraihamer    | 1–2           |
| ByKolles Racing Team | ENSO CLM P1/01      | Nismo VRX30A 3.0 L Turbo V6 Gibson GL458 4.5 L V8 | Nie     | M     | 4  | René Binder          | 3             |
| ByKolles Racing Team | ENSO CLM P1/01      | Nismo VRX30A 3.0 L Turbo V6 Gibson GL458 4.5 L V8 | Nie     | M     | 4  | James Rossiter       | 4–5           |
| ByKolles Racing Team | ENSO CLM P1/01      | Nismo VRX30A 3.0 L Turbo V6 Gibson GL458 4.5 L V8 | Nie     | M     | 4  | Paolo Ruberti        | 7–8           |
| CEFC TRSM Racing     | Ginetta G60-LT-P1   | Mecachrome V634P1 3.4 L Turbo V6                  | Nie     | M     | 5  | Charlie Robertson    | 1–2           |
| CEFC TRSM Racing     | Ginetta G60-LT-P1   | Mecachrome V634P1 3.4 L Turbo V6                  | Nie     | M     | 5  | Dean Stoneman        | 1             |
| CEFC TRSM Racing     | Ginetta G60-LT-P1   | Mecachrome V634P1 3.4 L Turbo V6                  | Nie     | M     | 5  | Léo Roussel          | 2             |
| CEFC TRSM Racing     | Ginetta G60-LT-P1   | Mecachrome V634P1 3.4 L Turbo V6                  | Nie     | M     | 5  | Michael Simpson      | 2             |
| CEFC TRSM Racing     | Ginetta G60-LT-P1   | Mecachrome V634P1 3.4 L Turbo V6                  | Nie     | M     | 6  | Oliver Rowland       | 1–2           |
| CEFC TRSM Racing     | Ginetta G60-LT-P1   | Mecachrome V634P1 3.4 L Turbo V6                  | Nie     | M     | 6  | Alex Brundle         | 1–2           |
| CEFC TRSM Racing     | Ginetta G60-LT-P1   | Mecachrome V634P1 3.4 L Turbo V6                  | Nie     | M     | 6  | Oliver Turvey        | 1–2           |
| Toyota Gazoo Racing  | Toyota TS050 Hybrid | Toyota 2.4 L Turbo V6                             | Tak     | M     | 7  | Mike Conway          | Wszystkie     |
| Toyota Gazoo Racing  | Toyota TS050 Hybrid | Toyota 2.4 L Turbo V6                             | Tak     | M     | 7  | Kamui Kobayashi      | Wszystkie     |
| Toyota Gazoo Racing  | Toyota TS050 Hybrid | Toyota 2.4 L Turbo V6                             | Tak     | M     | 7  | José María López     | Wszystkie     |
| Toyota Gazoo Racing  | Toyota TS050 Hybrid | Toyota 2.4 L Turbo V6                             | Tak     | M     | 8  | Fernando Alonso      | Wszystkie     |
| Toyota Gazoo Racing  | Toyota TS050 Hybrid | Toyota 2.4 L Turbo V6                             | Tak     | M     | 8  | Sébastien Buemi      | Wszystkie     |
| Toyota Gazoo Racing  | Toyota TS050 Hybrid | Toyota 2.4 L Turbo V6                             | Tak     | M     | 8  | Kazuki Nakajima      | Wszystkie     |
| DragonSpeed          | BR Engineering BR1  | Gibson GL458 4.5 L V8                             | Nie     | M     | 10 | Ben Hanley           | 1–6, 8        |
| DragonSpeed          | BR Engineering BR1  | Gibson GL458 4.5 L V8                             | Nie     | M     | 10 | Henrik Hedman        | 1–3, 6, 8     |
| DragonSpeed          | BR Engineering BR1  | Gibson GL458 4.5 L V8                             | Nie     | M     | 10 | Pietro Fittipaldi    | 1             |
| DragonSpeed          | BR Engineering BR1  | Gibson GL458 4.5 L V8                             | Nie     | M     | 10 | Renger van der Zande | 2–3, 5–6, 8   |
| DragonSpeed          | BR Engineering BR1  | Gibson GL458 4.5 L V8                             | Nie     | M     | 10 | James Allen          | 4–5           |
| SMP Racing           | BR Engineering BR1  | AER P60B 2.4 L Turbo V6                           | Nie     | M     | 11 | Michaił Aloszyn      | Wszystkie     |
| SMP Racing           | BR Engineering BR1  | AER P60B 2.4 L Turbo V6                           | Nie     | M     | 11 | Witalij Pietrow      | Wszystkie     |
| SMP Racing           | BR Engineering BR1  | AER P60B 2.4 L Turbo V6                           | Nie     | M     | 11 | Jenson Button        | 2–5           |
| SMP Racing           | BR Engineering BR1  | AER P60B 2.4 L Turbo V6                           | Nie     | M     | 11 | Brendon Hartley      | 6             |
| SMP Racing           | BR Engineering BR1  | AER P60B 2.4 L Turbo V6                           | Nie     | M     | 11 | Stoffel Vandoorne    | 7–8           |
| SMP Racing           | BR Engineering BR1  | AER P60B 2.4 L Turbo V6                           | Nie     | M     | 17 | Stéphane Sarrazin    | Wszystkie     |
| SMP Racing           | BR Engineering BR1  | AER P60B 2.4 L Turbo V6                           | Nie     | M     | 17 | Jegor Orudżew        | Wszystkie     |
| SMP Racing           | BR Engineering BR1  | AER P60B 2.4 L Turbo V6                           | Nie     | M     | 17 | Matewos Isaakian     | 1–2, 4–5      |
| SMP Racing           | BR Engineering BR1  | AER P60B 2.4 L Turbo V6                           | Nie     | M     | 17 | Siergiej Sirotkin    | 6–8           |
| Listy startowe       |                     |                                                   |         |       |    |                      |               |

### LMP2
| Zespół                  | Samochód       | Silnik                | Opony | Nr | Kierowca                 | Rundy       |
| ----------------------- | -------------- | --------------------- | ----- | -- | ------------------------ | ----------- |
| TDS Racing              | Oreca 07       | Gibson GK428 4.2 L V8 | D     | 28 | François Perrodo         | Wszystkie   |
| TDS Racing              | Oreca 07       | Gibson GK428 4.2 L V8 | D     | 28 | Matthieu Vaxivière       | Wszystkie   |
| TDS Racing              | Oreca 07       | Gibson GK428 4.2 L V8 | D     | 28 | Loïc Duval               | 1–3, 5–6, 8 |
| TDS Racing              | Oreca 07       | Gibson GK428 4.2 L V8 | D     | 28 | Jean-Éric Vergne         | 4           |
| TDS Racing              | Oreca 07       | Gibson GK428 4.2 L V8 | D     | 28 | Norman Nato              | 7           |
| Racing Team Nederland   | Dallara P217   | Gibson GK428 4.2 L V8 | M     | 29 | Giedo van der Garde      | Wszystkie   |
| Racing Team Nederland   | Dallara P217   | Gibson GK428 4.2 L V8 | M     | 29 | Frits van Eerd           | Wszystkie   |
| Racing Team Nederland   | Dallara P217   | Gibson GK428 4.2 L V8 | M     | 29 | Jan Lammers              | 1–2         |
| Racing Team Nederland   | Dallara P217   | Gibson GK428 4.2 L V8 | M     | 29 | Nyck de Vries            | 3–8         |
| DragonSpeed             | Oreca 07       | Gibson GK428 4.2 L V8 | M     | 31 | Roberto González         | Wszystkie   |
| DragonSpeed             | Oreca 07       | Gibson GK428 4.2 L V8 | M     | 31 | Pastor Maldonado         | Wszystkie   |
| DragonSpeed             | Oreca 07       | Gibson GK428 4.2 L V8 | M     | 31 | Nathanaël Berthon        | 1–2         |
| DragonSpeed             | Oreca 07       | Gibson GK428 4.2 L V8 | M     | 31 | Anthony Davidson         | 3–8         |
| Signatech Alpine Matmut | Alpine A470    | Gibson GK428 4.2 L V8 | D M   | 36 | Nicolas Lapierre         | Wszystkie   |
| Signatech Alpine Matmut | Alpine A470    | Gibson GK428 4.2 L V8 | D M   | 36 | André Negrão             | Wszystkie   |
| Signatech Alpine Matmut | Alpine A470    | Gibson GK428 4.2 L V8 | D M   | 36 | Pierre Thiriet           | Wszystkie   |
| Jackie Chan DC Racing   | Oreca 07       | Gibson GK428 4.2 L V8 | D     | 37 | Jazeman Jaafar           | 1–5         |
| Jackie Chan DC Racing   | Oreca 07       | Gibson GK428 4.2 L V8 | D     | 37 | Weiron Tan               | 1–5         |
| Jackie Chan DC Racing   | Oreca 07       | Gibson GK428 4.2 L V8 | D     | 37 | Nabil Jeffri             | 1–5         |
| Jackie Chan DC Racing   | Oreca 07       | Gibson GK428 4.2 L V8 | D     | 37 | David Heinemeier Hansson | 6–8         |
| Jackie Chan DC Racing   | Oreca 07       | Gibson GK428 4.2 L V8 | D     | 37 | Jordan King              | 6–8         |
| Jackie Chan DC Racing   | Oreca 07       | Gibson GK428 4.2 L V8 | D     | 37 | Will Stevens             | 6–7         |
| Jackie Chan DC Racing   | Oreca 07       | Gibson GK428 4.2 L V8 | D     | 37 | Ricky Taylor             | 8           |
| Jackie Chan DC Racing   | Oreca 07       | Gibson GK428 4.2 L V8 | D     | 38 | Gabriel Aubry            | Wszystkie   |
| Jackie Chan DC Racing   | Oreca 07       | Gibson GK428 4.2 L V8 | D     | 38 | Stéphane Richelmi        | Wszystkie   |
| Jackie Chan DC Racing   | Oreca 07       | Gibson GK428 4.2 L V8 | D     | 38 | Ho-Pin Tung              | Wszystkie   |
| Larbre Compétition      | Ligier JS P217 | Gibson GK428 4.2 L V8 | M     | 50 | Erwin Creed              | Wszystkie   |
| Larbre Compétition      | Ligier JS P217 | Gibson GK428 4.2 L V8 | M     | 50 | Romano Ricci             | Wszystkie   |
| Larbre Compétition      | Ligier JS P217 | Gibson GK428 4.2 L V8 | M     | 50 | Julien Canal             | 1           |
| Larbre Compétition      | Ligier JS P217 | Gibson GK428 4.2 L V8 | M     | 50 | Thomas Dagoneau          | 2           |
| Larbre Compétition      | Ligier JS P217 | Gibson GK428 4.2 L V8 | M     | 50 | Yoshiharu Mori           | 3           |
| Larbre Compétition      | Ligier JS P217 | Gibson GK428 4.2 L V8 | M     | 50 | Keiko Ihara              | 4           |
| Larbre Compétition      | Ligier JS P217 | Gibson GK428 4.2 L V8 | M     | 50 | Enzo Guibbert            | 5           |
| Larbre Compétition      | Ligier JS P217 | Gibson GK428 4.2 L V8 | M     | 50 | Gunnar Jeannette         | 6           |
| Larbre Compétition      | Ligier JS P217 | Gibson GK428 4.2 L V8 | M     | 50 | Nicholas Boulle          | 7–8         |
| Listy startowe          |                |                       |       |    |                          |             |

### LMGTE Pro
| Zespół                    | Samochód                 | Silnik                        | Opony | Nr | Kierowca               | Rundy     |
| ------------------------- | ------------------------ | ----------------------------- | ----- | -- | ---------------------- | --------- |
| AF Corse                  | Ferrari 488 GTE Evo      | Ferrari F154CB 3.9 L Turbo V8 | M     | 51 | James Calado           | Wszystkie |
| AF Corse                  | Ferrari 488 GTE Evo      | Ferrari F154CB 3.9 L Turbo V8 | M     | 51 | Alessandro Pier Guidi  | Wszystkie |
| AF Corse                  | Ferrari 488 GTE Evo      | Ferrari F154CB 3.9 L Turbo V8 | M     | 51 | Daniel Serra           | 2, 6, 8   |
| AF Corse                  | Ferrari 488 GTE Evo      | Ferrari F154CB 3.9 L Turbo V8 | M     | 71 | Sam Bird               | Wszystkie |
| AF Corse                  | Ferrari 488 GTE Evo      | Ferrari F154CB 3.9 L Turbo V8 | M     | 71 | Davide Rigon           | Wszystkie |
| AF Corse                  | Ferrari 488 GTE Evo      | Ferrari F154CB 3.9 L Turbo V8 | M     | 71 | Miguel Molina          | 2, 6, 8   |
| Ford Chip Ganassi Team UK | Ford GT GTE              | Ford EcoBoost 3.5 L Turbo V6  | M     | 66 | Stefan Mücke           | Wszystkie |
| Ford Chip Ganassi Team UK | Ford GT GTE              | Ford EcoBoost 3.5 L Turbo V6  | M     | 66 | Olivier Pla            | Wszystkie |
| Ford Chip Ganassi Team UK | Ford GT GTE              | Ford EcoBoost 3.5 L Turbo V6  | M     | 66 | Billy Johnson          | 1–2, 6, 8 |
| Ford Chip Ganassi Team UK | Ford GT GTE              | Ford EcoBoost 3.5 L Turbo V6  | M     | 67 | Andy Priaulx           | Wszystkie |
| Ford Chip Ganassi Team UK | Ford GT GTE              | Ford EcoBoost 3.5 L Turbo V6  | M     | 67 | Harry Tincknell        | Wszystkie |
| Ford Chip Ganassi Team UK | Ford GT GTE              | Ford EcoBoost 3.5 L Turbo V6  | M     | 67 | Tony Kanaan            | 1–2       |
| Ford Chip Ganassi Team UK | Ford GT GTE              | Ford EcoBoost 3.5 L Turbo V6  | M     | 67 | Jonathan Bomarito      | 6, 8      |
| BMW Team MTEK             | BMW M8 GTE               | BMW P63/1 4.0 L Turbo V8      | M     | 81 | Nick Catsburg          | Wszystkie |
| BMW Team MTEK             | BMW M8 GTE               | BMW P63/1 4.0 L Turbo V8      | M     | 81 | Martin Tomczyk         | Wszystkie |
| BMW Team MTEK             | BMW M8 GTE               | BMW P63/1 4.0 L Turbo V8      | M     | 81 | Philipp Eng            | 2, 8      |
| BMW Team MTEK             | BMW M8 GTE               | BMW P63/1 4.0 L Turbo V8      | M     | 81 | Alexander Sims         | 6         |
| BMW Team MTEK             | BMW M8 GTE               | BMW P63/1 4.0 L Turbo V8      | M     | 82 | António Félix da Costa | Wszystkie |
| BMW Team MTEK             | BMW M8 GTE               | BMW P63/1 4.0 L Turbo V8      | M     | 82 | Tom Blomqvist          | 1, 4–5    |
| BMW Team MTEK             | BMW M8 GTE               | BMW P63/1 4.0 L Turbo V8      | M     | 82 | Augusto Farfus         | 2–3, 6–8  |
| BMW Team MTEK             | BMW M8 GTE               | BMW P63/1 4.0 L Turbo V8      | M     | 82 | Alexander Sims         | 2         |
| BMW Team MTEK             | BMW M8 GTE               | BMW P63/1 4.0 L Turbo V8      | M     | 82 | Bruno Spengler         | 6         |
| BMW Team MTEK             | BMW M8 GTE               | BMW P63/1 4.0 L Turbo V8      | M     | 82 | Jesse Krohn            | 8         |
| Porsche GT Team           | Porsche 911 RSR          | Porsche 4.0 L Flat-6          | M     | 91 | Gianmaria Bruni        | Wszystkie |
| Porsche GT Team           | Porsche 911 RSR          | Porsche 4.0 L Flat-6          | M     | 91 | Richard Lietz          | Wszystkie |
| Porsche GT Team           | Porsche 911 RSR          | Porsche 4.0 L Flat-6          | M     | 91 | Frédéric Makowiecki    | 2, 8      |
| Porsche GT Team           | Porsche 911 RSR          | Porsche 4.0 L Flat-6          | M     | 92 | Michael Christensen    | Wszystkie |
| Porsche GT Team           | Porsche 911 RSR          | Porsche 4.0 L Flat-6          | M     | 92 | Kévin Estre            | Wszystkie |
| Porsche GT Team           | Porsche 911 RSR          | Porsche 4.0 L Flat-6          | M     | 92 | Laurens Vanthoor       | 2, 8      |
| Aston Martin Racing       | Aston Martin Vantage AMR | Aston Martin 4.0 L Turbo V8   | M     | 95 | Marco Sørensen         | Wszystkie |
| Aston Martin Racing       | Aston Martin Vantage AMR | Aston Martin 4.0 L Turbo V8   | M     | 95 | Nicki Thiim            | Wszystkie |
| Aston Martin Racing       | Aston Martin Vantage AMR | Aston Martin 4.0 L Turbo V8   | M     | 95 | Darren Turner          | 1–2, 6, 8 |
| Aston Martin Racing       | Aston Martin Vantage AMR | Aston Martin 4.0 L Turbo V8   | M     | 97 | Alex Lynn              | Wszystkie |
| Aston Martin Racing       | Aston Martin Vantage AMR | Aston Martin 4.0 L Turbo V8   | M     | 97 | Maxime Martin          | Wszystkie |
| Aston Martin Racing       | Aston Martin Vantage AMR | Aston Martin 4.0 L Turbo V8   | M     | 97 | Jonathan Adam          | 1–2, 8    |
| Listy startowe            |                          |                               |       |    |                        |           |

### LMGTE Am
| Zespół                | Samochód                 | Silnik                        | Opony | Nr | Kierowca              | Rundy     |
| --------------------- | ------------------------ | ----------------------------- | ----- | -- | --------------------- | --------- |
| Spirit of Race        | Ferrari 488 GTE          | Ferrari F154CB 3.9 L Turbo V8 | M     | 54 | Francesco Castellacci | Wszystkie |
| Spirit of Race        | Ferrari 488 GTE          | Ferrari F154CB 3.9 L Turbo V8 | M     | 54 | Giancarlo Fisichella  | Wszystkie |
| Spirit of Race        | Ferrari 488 GTE          | Ferrari F154CB 3.9 L Turbo V8 | M     | 54 | Thomas Flohr          | Wszystkie |
| Team Project 1        | Porsche 911 RSR          | Porsche 4.0 L Flat-6          | M     | 56 | Jörg Bergmeister      | Wszystkie |
| Team Project 1        | Porsche 911 RSR          | Porsche 4.0 L Flat-6          | M     | 56 | Patrick Lindsey       | Wszystkie |
| Team Project 1        | Porsche 911 RSR          | Porsche 4.0 L Flat-6          | M     | 56 | Egidio Perfetti       | Wszystkie |
| Clearwater Racing     | Ferrari 488 GTE          | Ferrari F154CB 3.9 L Turbo V8 | M     | 61 | Matt Griffin          | Wszystkie |
| Clearwater Racing     | Ferrari 488 GTE          | Ferrari F154CB 3.9 L Turbo V8 | M     | 61 | Keita Sawa            | 1–5       |
| Clearwater Racing     | Ferrari 488 GTE          | Ferrari F154CB 3.9 L Turbo V8 | M     | 61 | Weng Sun Mok          | 1–5       |
| Clearwater Racing     | Ferrari 488 GTE          | Ferrari F154CB 3.9 L Turbo V8 | M     | 61 | Luís Pérez Companc    | 6–8       |
| Clearwater Racing     | Ferrari 488 GTE          | Ferrari F154CB 3.9 L Turbo V8 | M     | 61 | Matteo Cressoni       | 6–8       |
| MR Racing             | Ferrari 488 GTE          | Ferrari F154CB 3.9 L Turbo V8 | M     | 70 | Olivier Beretta       | Wszystkie |
| MR Racing             | Ferrari 488 GTE          | Ferrari F154CB 3.9 L Turbo V8 | M     | 70 | Eddie Cheever III     | Wszystkie |
| MR Racing             | Ferrari 488 GTE          | Ferrari F154CB 3.9 L Turbo V8 | M     | 70 | Motoaki Ishikawa      | Wszystkie |
| Dempsey-Proton Racing | Porsche 911 RSR          | Porsche 4.0 L Flat-6          | M     | 77 | Matt Campbell         | Wszystkie |
| Dempsey-Proton Racing | Porsche 911 RSR          | Porsche 4.0 L Flat-6          | M     | 77 | Christian Ried        | Wszystkie |
| Dempsey-Proton Racing | Porsche 911 RSR          | Porsche 4.0 L Flat-6          | M     | 77 | Julien Andlauer       | 1–6, 8    |
| Dempsey-Proton Racing | Porsche 911 RSR          | Porsche 4.0 L Flat-6          | M     | 77 | Riccardo Pera         | 7         |
| Dempsey-Proton Racing | Porsche 911 RSR          | Porsche 4.0 L Flat-6          | M     | 88 | Matteo Cairoli        | Wszystkie |
| Dempsey-Proton Racing | Porsche 911 RSR          | Porsche 4.0 L Flat-6          | M     | 88 | Giorgio Roda          | 1–4, 6–8  |
| Dempsey-Proton Racing | Porsche 911 RSR          | Porsche 4.0 L Flat-6          | M     | 88 | Khaled Al Qubaisi     | 1–2, 5    |
| Dempsey-Proton Racing | Porsche 911 RSR          | Porsche 4.0 L Flat-6          | M     | 88 | Gianluca Roda         | 3, 6–7    |
| Dempsey-Proton Racing | Porsche 911 RSR          | Porsche 4.0 L Flat-6          | M     | 88 | Satoshi Hoshino       | 4, 8      |
| Dempsey-Proton Racing | Porsche 911 RSR          | Porsche 4.0 L Flat-6          | M     | 88 | Riccardo Pera         | 5         |
| Gulf Racing UK        | Porsche 911 RSR          | Porsche 4.0 L Flat-6          | M     | 86 | Michael Wainwright    | Wszystkie |
| Gulf Racing UK        | Porsche 911 RSR          | Porsche 4.0 L Flat-6          | M     | 86 | Ben Barker            | Wszystkie |
| Gulf Racing UK        | Porsche 911 RSR          | Porsche 4.0 L Flat-6          | M     | 86 | Alex Davison          | 1–3       |
| Gulf Racing UK        | Porsche 911 RSR          | Porsche 4.0 L Flat-6          | M     | 86 | Thomas Preining       | 4–8       |
| TF Sport              | Aston Martin Vantage GTE | Aston Martin 4.5 L V8         | M     | 90 | Charlie Eastwood      | Wszystkie |
| TF Sport              | Aston Martin Vantage GTE | Aston Martin 4.5 L V8         | M     | 90 | Salih Yoluç           | Wszystkie |
| TF Sport              | Aston Martin Vantage GTE | Aston Martin 4.5 L V8         | M     | 90 | Euan Hankey           | 1–2, 7–8  |
| TF Sport              | Aston Martin Vantage GTE | Aston Martin 4.5 L V8         | M     | 90 | Jonathan Adam         | 3–6       |
| Aston Martin Racing   | Aston Martin Vantage GTE | Aston Martin 4.5 L V8         | M     | 98 | Paul Dalla Lana       | Wszystkie |
| Aston Martin Racing   | Aston Martin Vantage GTE | Aston Martin 4.5 L V8         | M     | 98 | Pedro Lamy            | Wszystkie |
| Aston Martin Racing   | Aston Martin Vantage GTE | Aston Martin 4.5 L V8         | M     | 98 | Mathias Lauda         | Wszystkie |
| Listy startowe        |                          |                               |       |    |                       |           |

## Wyniki
| Runda | Tor               | Zwycięzcy LMP1                                  | Zwycięzcy LMP2                                     | Zwycięzcy LMGTE Pro                              | Zwycięzcy LMGTE Am                               | Wyniki             |
| ----- | ----------------- | ----------------------------------------------- | -------------------------------------------------- | ------------------------------------------------ | ------------------------------------------------ | ------------------ |
| 1     | Spa-Francorchamps | #8 Toyota Gazoo Racing                          | #38 Jackie Chan DC Racing                          | #66 Ford Chip Ganassi Team UK                    | #98 Aston Martin Racing                          | Wyniki szczegółowe |
| 1     | Spa-Francorchamps | Fernando Alonso Sébastien Buemi Kazuki Nakajima | Ho-Pin Tung Gabriel Aubry Stéphane Richelmi        | Billy Johnson Stefan Mücke Olivier Pla           | Paul Dalla Lana Pedro Lamy Mathias Lauda         | Wyniki szczegółowe |
| 2     | Le Mans           | #8 Toyota Gazoo Racing                          | #36 Signatech Alpine Matmut                        | #92 Porsche GT Team                              | #77 Dempsey-Proton Racing                        | Wyniki szczegółowe |
| 2     | Le Mans           | Fernando Alonso Sébastien Buemi Kazuki Nakajima | Nicolas Lapierre André Negrão Pierre Thiriet       | Michael Christensen Kévin Estre Laurens Vanthoor | Julien Andlauer Matt Campbell Christian Ried     | Wyniki szczegółowe |
| 3     | Silverstone       | #3 Rebellion Racing                             | #38 Jackie Chan DC Racing                          | #51 AF Corse                                     | #77 Dempsey-Proton Racing                        | Wyniki szczegółowe |
| 3     | Silverstone       | Mathias Beche Thomas Laurent Gustavo Menezes    | Ho-Pin Tung Gabriel Aubry Stéphane Richelmi        | James Calado Alessandro Pier Guidi               | Julien Andlauer Matt Campbell Christian Ried     | Wyniki szczegółowe |
| 4     | Fuji              | #7 Toyota Gazoo Racing                          | #37 Jackie Chan DC Racing                          | #92 Porsche GT Team                              | #56 Team Project 1                               | Wyniki szczegółowe |
| 4     | Fuji              | Mike Conway Kamui Kobayashi José María López    | Jazeman Jaafar Nabil Jeffri Weiron Tan             | Michael Christensen Kévin Estre                  | Jörg Bergmeister Patrick Lindsey Egidio Perfetti | Wyniki szczegółowe |
| 5     | Shanghai          | #7 Toyota Gazoo Racing                          | #38 Jackie Chan DC Racing                          | #95 Aston Martin Racing                          | #77 Dempsey-Proton Racing                        | Wyniki szczegółowe |
| 5     | Shanghai          | Mike Conway Kamui Kobayashi José María López    | Ho-Pin Tung Gabriel Aubry Stéphane Richelmi        | Marco Sørensen Nicki Thiim                       | Julien Andlauer Matt Campbell Christian Ried     | Wyniki szczegółowe |
| 6     | Sebring           | #8 Toyota Gazoo Racing                          | #37 Jackie Chan DC Racing                          | #91 Porsche GT Team                              | #77 Dempsey-Proton Racing                        | Wyniki szczegółowe |
| 6     | Sebring           | Fernando Alonso Sébastien Buemi Kazuki Nakajima | David Heinemeier Hansson Jordan King Will Stevens  | Gianmaria Bruni Richard Lietz                    | Julien Andlauer Matt Campbell Christian Ried     | Wyniki szczegółowe |
| 7     | Spa-Francorchamps | #8 Toyota Gazoo Racing                          | #31 DragonSpeed                                    | #97 Aston Martin Racing                          | #77 Dempsey-Proton Racing                        | Wyniki szczegółowe |
| 7     | Spa-Francorchamps | Fernando Alonso Sébastien Buemi Kazuki Nakajima | Anthony Davidson Roberto González Pastor Maldonado | Alex Lynn Maxime Martin                          | Matt Campbell Riccardo Pera Christian Ried       | Wyniki szczegółowe |
| 8     | Le Mans           | #8 Toyota Gazoo Racing                          | #36 Signatech Alpine Matmut                        | #51 AF Corse                                     | #56 Team Project 1                               | Wyniki szczegółowe |
| 8     | Le Mans           | Fernando Alonso Sébastien Buemi Kazuki Nakajima | Nicolas Lapierre André Negrão Pierre Thiriet       | James Calado Alessandro Pier Guidi Daniel Serra  | Jörg Bergmeister Patrick Lindsey Egidio Perfetti | Wyniki szczegółowe |

## Klasyfikacje
| Wyścig     | 1  | 2  | 3  | 4  | 5  | 6  | 7 | 8 | 9 | 10 | P   | PP |
| ---------- | -- | -- | -- | -- | -- | -- | - | - | - | -- | --- | -- |
| 6-godzinny | 25 | 18 | 15 | 12 | 10 | 8  | 6 | 4 | 2 | 1  | 0,5 | 1  |
| Sebring    | 32 | 23 | 19 | 15 | 13 | 10 | 8 | 5 | 3 | 2  | 1   | 1  |
| Le Mans    | 38 | 27 | 23 | 18 | 15 | 12 | 9 | 6 | 3 | 2  | 1   | 1  |

### Mistrzostwa kierowców

#### Mistrzostwo świata kierowców LMP
Pierwsze 25 miejsc:
| Poz. | Kierowca                                        | Zespół                  | SPA | LMS | SIL | FUJ | SHA | SEB | SPA | LMS | Punkty |
| ---- | ----------------------------------------------- | ----------------------- | --- | --- | --- | --- | --- | --- | --- | --- | ------ |
| 1    | Fernando Alonso Sébastien Buemi Kazuki Nakajima | Toyota Gazoo Racing     | 1   | 1   | DK  | 2   | 2   | 1   | 1   | 1   | 198    |
| 2    | Mike Conway Kamui Kobayashi José María López    | Toyota Gazoo Racing     | 2   | 2   | DK  | 1   | 1   | 2   | 6   | 2   | 157    |
| 3    | Thomas Laurent Gustavo Menezes                  | Rebellion Racing        | 3   | 3   | 1   | NU  | 5   | 7   | 2   | 5   | 114    |
| 4    | Michaił Aloszyn Witalij Pietrow                 | SMP Racing              | 5   | NU  | NU  | 4   | 3   | 3   | 3   | 3   | 94     |
| 5    | Neel Jani                                       | Rebellion Racing        | DK  | 4   | 2   | 3   | 4   | NU  | 5   | 4   | 91     |
| 5    | André Lotterer                                  | Rebellion Racing        | DK  | 4   | 2   | 3   | 4   | –   | 5   | 4   | 91     |
| 6    | Mathias Beche                                   | Rebellion Racing        | 3   | 3   | 1   | NU  | 5   | NU  | –   | –   | 73     |
| 7    | Bruno Senna                                     | Rebellion Racing        | DK  | 4   | WYC | 3   | 4   | NU  | 5   | 4   | 73     |
| 8    | Nicolas Lapierre Pierre Thiriet André Negrão    | Signatech Alpine Matmut | 7   | 5   | 6   | 8   | 9   | 5   | 8   | 6   | 64     |
| 9    | Nathanaël Berthon                               | DragonSpeed             | 10  | 7   | –   | –   | –   | –   | –   | –   | 51     |
| 9    | Nathanaël Berthon                               | Rebellion Racing        | –   | –   | –   | –   | –   | 7   | 2   | 5   | 51     |
| 10   | Ho-Pin Tung Gabriel Aubry Stéphane Richelmi     | Jackie Chan DC Racing   | 6   | 8   | 4   | 7   | 7   | 10  | 9   | 7   | 51     |
| 11   | Stoffel Vandoorne                               | SMP Racing              | –   | –   | –   | –   | –   | –   | 3   | 3   | 38     |
| 12   | Roberto González Pastor Maldonado               | DragonSpeed             | 10  | 7   | 7   | 11  | 8   | 6   | 7   | NU  | 36,5   |
| 13   | Jazeman Jaafar Nabil Jeffri Weiron Tan          | Jackie Chan DC Racing   | 8   | 6   | 5   | 6   | 10  | –   | –   | –   | 35     |
| 14   | Jegor Orudżew Stéphane Sarrazin                 | SMP Racing              | NU  | NU  | 3   | NU  | NU  | NS  | 4   | NU  | 27     |
| 15   | Jenson Button                                   | SMP Racing              | –   | NU  | NU  | 4   | 3   | –   | –   | –   | 27     |
| 16   | Anthony Davidson                                | DragonSpeed             | –   | –   | 7   | 11  | 8   | 6   | 7   | NU  | 26,5   |
| 17   | Oliver Webb                                     | ByKolles Racing Team    | 4   | NU  | NU  | 5   | NU  | –   | 14  | NU  | 22,5   |
| 17   | Tom Dillmann                                    | ByKolles Racing Team    | 4   | NU  | –   | 5   | NU  | –   | 14  | NU  | 22,5   |
| 18   | Brendon Hartley                                 | SMP Racing              | –   | –   | –   | –   | –   | 3   | –   | –   | 19     |
| 19   | Jordan King David Heinemeier Hansson            | Jackie Chan DC Racing   | –   | –   | –   | –   | –   | 4   | 12  | NU  | 15,5   |
| 19   | Will Stevens                                    | Jackie Chan DC Racing   | –   | –   | –   | –   | –   | 4   | 12  | –   | 15,5   |
| 20   | Erwin Creed Romano Ricci                        | Larbre Compétition      | 11  | 10  | 9   | 10  | 12  | 8   | 13  | 9   | 14,5   |
| 21   | Giedo van der Garde Frits van Eerd              | Racing Team Nederland   | 12  | 9   | 8   | 12  | 11  | 9   | 11  | 10  | 14     |
| 22   | Dominik Kraihamer                               | ByKolles Racing Team    | 4   | NU  | –   | –   | –   | –   | –   | –   | 12     |
| 23   | Siergiej Sirotkin                               | SMP Racing              | –   | –   | –   | –   | –   | NS  | 4   | NU  | 12     |
| 24   | François Perrodo Matthieu Vaxivière             | TDS Racing              | 9   | DK  | 10  | 9   | NS  | NS  | 10  | 8   | 12     |
| 25   | Nyck de Vries                                   | Racing Team Nederland   | –   | –   | 8   | 12  | 11  | 9   | 11  | 10  | 10,5   |
| Poz. | Kierowca                                        | Zespół                  | SPA | LMS | SIL | FUJ | SHA | SEB | SPA | LMS | Punkty |

| Legenda     | Legenda                  |
| Oznaczenie  | Wyjaśnienie              |
| ----------- | ------------------------ |
| Złoty       | Zwycięstwo               |
| Srebrny     | 2. miejsce               |
| Brązowy     | 3. miejsce               |
| Zielony     | Miejsce punktowane       |
| Niebieski   | Niesklasyfikowany (NS)   |
| Różowy      | Nie ukończył (NU)        |
| Czarny      | Zdyskwalifikowany (DK)   |
| Czarny      | Wykluczony (WYK)         |
| Biały       | Nie wystartował (NW)     |
| Biały       | Wyścig odwołany (OD)     |
| Bez koloru  | Wycofany (WYC)           |
| Bez koloru  | Nie został zgłoszony (–) |
| Pogrubienie | Pole position            |

#### Mistrzostwo świata kierowców GT
Pierwsze 25 miejsc:
| Poz. | Kierowca                                                | Zespół                    | SPA | LMS | SIL | FUJ | SHA | SEB | SPA | LMS | Punkty |
| ---- | ------------------------------------------------------- | ------------------------- | --- | --- | --- | --- | --- | --- | --- | --- | ------ |
| 1    | Michael Christensen Kévin Estre                         | Porsche GT Team           | 2   | 1   | 3   | 1   | 3   | 5   | 3   | 5   | 155    |
| 2    | James Calado Alessandro Pier Guidi                      | AF Corse                  | 15  | 4   | 1   | 4   | 5   | 4   | 2   | 1   | 136,5  |
| 3    | Gianmaria Bruni Richard Lietz                           | Porsche GT Team           | 4   | 2   | DK  | 5   | 2   | 1   | 8   | 2   | 131    |
| 4    | Harry Tincknell Andy Priaulx                            | Ford Chip Ganassi Team UK | NU  | 12  | 2   | 3   | 9   | 3   | 5   | 3   | 90     |
| 5    | Stefan Mücke Olivier Pla                                | Ford Chip Ganassi Team UK | 1   | 3   | 6   | 8   | 7   | 18  | 10  | 4   | 88     |
| 6    | Daniel Serra                                            | AF Corse                  | –   | 4   | –   | –   | –   | 4   | –   | 1   | 71     |
| 7    | Billy Johnson                                           | Ford Chip Ganassi Team UK | 1   | 3   | –   | –   | –   | 18  | –   | 4   | 67     |
| 8    | Alex Lynn Maxime Martin                                 | Aston Martin Racing       | 6   | 13  | 4   | 9   | 4   | 8   | 1   | 14  | 66     |
| 9    | Nicki Thiim Marco Sørensen                              | Aston Martin Racing       | 7   | 5   | 17  | 6   | 1   | 9   | 7   | NU  | 65,5   |
| 10   | António Félix da Costa                                  | BMW Team MTEK             | 5   | NU  | NU  | 2   | 10  | 7   | 4   | 6   | 61     |
| 11   | Frédéric Makowiecki                                     | Porsche GT Team           | –   | 2   | –   | –   | –   | –   | –   | 2   | 55     |
| 12   | Davide Rigon Sam Bird                                   | AF Corse                  | 3   | 6   | 16  | 10  | 6   | 6   | 6   | NU  | 54,5   |
| 13   | Laurens Vanthoor                                        | Porsche GT Team           | –   | 1   | –   | –   | –   | –   | –   | 5   | 53     |
| 14   | Martin Tomczyk Nicky Catsburg                           | BMW Team MTEK             | 8   | 9   | 5   | 7   | 8   | 2   | 9   | 15  | 53     |
| 15   | Jonathan Bomarito                                       | Ford Chip Ganassi Team UK | –   | –   | –   | –   | –   | 3   | –   | 3   | 42     |
| 16   | Augusto Farfus                                          | BMW Team MTEK             | –   | NU  | NU  | –   | –   | 7   | 4   | 6   | 32     |
| 17   | Tom Blomqvist                                           | BMW Team MTEK             | 5   | –   | –   | 2   | 10  | –   | –   | –   | 29     |
| 18   | Darren Turner                                           | Aston Martin Racing       | 7   | 5   | –   | –   | –   | 9   | –   | NU  | 25     |
| 19   | Alexander Sims                                          | BMW Team MTEK             | –   | NU  | –   | –   | –   | 2   | –   | –   | 23     |
| 20   | Miguel Molina                                           | AF Corse                  | –   | 6   | –   | –   | –   | 6   | –   | NU  | 22     |
| 21   | Jonathan Adam                                           | Aston Martin Racing       | 6   | 13  | –   | –   | –   | –   | –   | 14  | 16     |
| 21   | Jonathan Adam                                           | TF Sport                  | –   | –   | 8   | 13  | 18  | 15  | –   | –   | 16     |
| 22   | Jörg Bergmeister Patrick Lindsey Egidio Perfetti        | Team Project 1            | 18  | 11  | 9   | 11  | 12  | 12  | 15  | 7   | 16     |
| 23   | Jesse Krohn                                             | BMW Team MTEK             | –   | –   | –   | –   | –   | –   | –   | 6   | 12     |
| 24   | Giancarlo Fisichella Francesco Castellacci Thomas Flohr | Spirit of Race            | 17  | 8   | 15  | 16  | 14  | 11  | 13  | 13  | 10,5   |
| 25   | Matt Campbell Christian Ried                            | Dempsey-Proton Racing     | 12  | 7   | 7   | DK  | 11  | 9   | 11  | 8   | 9      |
| Poz. | Kierowca                                                | Zespół                    | SPA | LMS | SIL | FUJ | SHA | SEB | SPA | LMS | Punkty |

| Legenda     | Legenda                  |
| Oznaczenie  | Wyjaśnienie              |
| ----------- | ------------------------ |
| Złoty       | Zwycięstwo               |
| Srebrny     | 2. miejsce               |
| Brązowy     | 3. miejsce               |
| Zielony     | Miejsce punktowane       |
| Niebieski   | Niesklasyfikowany (NS)   |
| Różowy      | Nie ukończył (NU)        |
| Czarny      | Zdyskwalifikowany (DK)   |
| Czarny      | Wykluczony (WYK)         |
| Biały       | Nie wystartował (NW)     |
| Biały       | Wyścig odwołany (OD)     |
| Bez koloru  | Wycofany (WYC)           |
| Bez koloru  | Nie został zgłoszony (–) |
| Pogrubienie | Pole position            |

#### Trofeum endurance dla kierowców LMP2
| Poz. | Kierowca                                     | Zespół                  | SPA | LMS | SIL | FUJ | SHA | SEB | SPA | LMS | Punkty |
| ---- | -------------------------------------------- | ----------------------- | --- | --- | --- | --- | --- | --- | --- | --- | ------ |
| 1    | Nicolas Lapierre Pierre Thiriet André Negrão | Signatech Alpine Matmut | 2   | 1   | 3   | 3   | 3   | 2   | 2   | 1   | 181    |
| 2    | Ho-Pin Tung Gabriel Aubry Stéphane Richelmi  | Jackie Chan DC Racing   | 1   | 4   | 1   | 2   | 1   | 6   | 3   | 2   | 166    |
| 3    | Roberto González Pastor Maldonado            | DragonSpeed             | 5   | 3   | 4   | 6   | 2   | 3   | 1   | NU  | 117    |
| 4    | Jazeman Jaafar Nabil Jeffri Weiron Tan       | Jackie Chan DC Racing   | 3   | 2   | 2   | 1   | 4   | –   | –   | –   | 98     |
| 5    | Erwin Creed Romano Ricci                     | Larbre Compétition      | 6   | 6   | 6   | 5   | 6   | 4   | 7   | 4   | 85     |
| 6    | Giedo van der Garde Frits van Eerd           | Racing Team Nederland   | 7   | 5   | 5   | 7   | 5   | 5   | 5   | 5   | 85     |
| 7    | Anthony Davidson                             | DragonSpeed             | –   | –   | 4   | 6   | 2   | 3   | 1   | NU  | 83     |
| 8    | François Perrodo Matthieu Vaxivière          | TDS Racing              | 4   | DK  | 7   | 4   | NU  | NS  | 4   | 3   | 66     |
| 9    | Nyck de Vries                                | Racing Team Nederland   | –   | –   | 5   | 7   | 5   | 5   | 5   | 5   | 64     |
| 10   | Loïc Duval                                   | TDS Racing              | 4   | DK  | 7   | –   | NU  | NS  | –   | 3   | 42     |
| 11   | Jordan King David Heinemeier Hansson         | Jackie Chan DC Racing   | –   | –   | –   | –   | –   | 1   | 6   | NU  | 40     |
| 11   | Will Stevens                                 | Jackie Chan DC Racing   | –   | –   | –   | –   | –   | 1   | 6   | –   | 40     |
| 12   | Nathanaël Berthon                            | DragonSpeed             | 5   | 3   | –   | –   | –   | –   | –   | –   | 34     |
| 13   | Nicholas Boulle                              | Larbre Compétition      | –   | –   | –   | –   | –   | –   | 7   | 4   | 24     |
| 14   | Jan Lammers                                  | Racing Team Nederland   | 7   | 5   | –   | –   | –   | –   | –   | –   | 21     |
| 15   | Gunnar Jeannette                             | Larbre Compétition      | –   | –   | –   | –   | –   | 4   | –   | –   | 15     |
| 16   | Jean-Éric Vergne                             | TDS Racing              | –   | –   | –   | 4   | –   | –   | –   | –   | 12     |
| 17   | Norman Nato                                  | TDS Racing              | –   | –   | –   | –   | –   | –   | 4   | –   | 12     |
| 18   | Thomas Dagoneau                              | Larbre Compétition      | –   | 6   | –   | –   | –   | –   | –   | –   | 12     |
| 19   | Keiko Ihara                                  | Larbre Compétition      | –   | –   | –   | 5   | –   | –   | –   | –   | 10     |
| 20   | Julien Canal                                 | Larbre Compétition      | 6   | –   | –   | –   | –   | –   | –   | –   | 8      |
| 21   | Yoshiharu Mori                               | Larbre Competition      | –   | –   | 6   | –   | –   | –   | –   | –   | 8      |
| 22   | Enzo Guibbert                                | Larbre Competition      | –   | –   | –   | –   | 6   | –   | –   | –   | 8      |
| 23   | Ricky Taylor                                 | Jackie Chan DC Racing   | –   | –   | –   | –   | –   | –   | –   | NU  | 0      |
| Poz. | Kierowca                                     | Zespół                  | SPA | LMS | SIL | FUJ | SHA | SEB | SPA | LMS | Punkty |

| Legenda     | Legenda                  |
| Oznaczenie  | Wyjaśnienie              |
| ----------- | ------------------------ |
| Złoty       | Zwycięstwo               |
| Srebrny     | 2. miejsce               |
| Brązowy     | 3. miejsce               |
| Zielony     | Miejsce punktowane       |
| Niebieski   | Niesklasyfikowany (NS)   |
| Różowy      | Nie ukończył (NU)        |
| Czarny      | Zdyskwalifikowany (DK)   |
| Czarny      | Wykluczony (WYK)         |
| Biały       | Nie wystartował (NW)     |
| Biały       | Wyścig odwołany (OD)     |
| Bez koloru  | Wycofany (WYC)           |
| Bez koloru  | Nie został zgłoszony (–) |
| Pogrubienie | Pole position            |

#### Trofeum endurance dla kierowców LMGTE Am
| Poz. | Kierowca                                                | Zespół                | SPA | LMS | SIL | FUJ | SHA | SEB | SPA | LMS | Punkty |
| ---- | ------------------------------------------------------- | --------------------- | --- | --- | --- | --- | --- | --- | --- | --- | ------ |
| 1    | Jörg Bergmeister Patrick Lindsey Egidio Perfetti        | Team Project 1        | 9   | 3   | 3   | 1   | 2   | 3   | 5   | 1   | 151    |
| 2    | Matt Campbell Christian Ried                            | Dempsey-Proton Racing | 4   | 1   | 1   | DK  | 1   | 1   | 1   | 2   | 110    |
| 3    | Salih Yoluç Charlie Eastwood                            | TF Sport              | 2   | NU  | 2   | 2   | 8   | 6   | 2   | 6   | 99     |
| 4    | Giancarlo Fisichella Francesco Castellacci Thomas Flohr | Spirit of Race        | 8   | 2   | 9   | 5   | 4   | 2   | 4   | 7   | 99     |
| 5    | Matt Griffin                                            | Clearwater Racing     | 3   | 4   | 5   | 6   | 7   | NW  | 3   | 3   | 95     |
| 6    | Julien Andlauer                                         | Dempsey-Proton Racing | 4   | 1   | 1   | DK  | 1   | 1   | –   | 2   | 85     |
| 7    | Michael Wainwright Ben Barker                           | Gulf Racing           | 7   | 6   | 6   | 4   | 9   | 4   | 7   | 4   | 79     |
| 8    | Paul Dalla Lana Mathias Lauda Pedro Lamy                | Aston Martin Racing   | 1   | NU  | 4   | 3   | 5   | 8   | 6   | NU  | 77     |
| 9    | Olivier Beretta Eddie Cheever III Motoaki Ishikawa      | MR Racing             | 5   | 5   | 7   | NU  | 6   | 5   | 8   | 5   | 71     |
| 10   | Weng Sun Mok Keita Sawa                                 | Clearwater Racing     | 3   | 4   | 5   | 6   | 7   | –   | –   | –   | 57     |
| 11   | Thomas Preining                                         | Gulf Racing           | –   | –   | –   | 4   | 9   | 4   | 7   | 4   | 53     |
| 12   | Jonathan Adam                                           | TF Sport              | –   | –   | 2   | 2   | 8   | 6   | –   | –   | 50     |
| 13   | Euan Hankey                                             | TF Sport              | 2   | NU  | –   | –   | –   | –   | 2   | 6   | 49     |
| 14   | Riccardo Pera                                           | Dempsey-Proton Racing | –   | –   | –   | –   | 3   | –   | 1   | –   | 40     |
| 15   | Luís Pérez Companc Matteo Cressoni                      | Clearwater Racing     | –   | –   | –   | –   | –   | NW  | 3   | 3   | 38     |
| 16   | Matteo Cairoli                                          | Dempsey-Proton Racing | 6   | NU  | 8   | DK  | 3   | 7   | 9   | NU  | 26     |
| 17   | Alex Davison                                            | Gulf Racing           | 7   | 6   | 6   | –   | –   | –   | –   | –   | 26     |
| 18   | Chalid al-Kubajsi                                       | Dempsey-Proton Racing | 6   | NU  | –   | –   | 3   | –   | –   | –   | 15     |
| 19   | Giorgio Roda                                            | Dempsey-Proton Racing | 6   | NU  | 8   | DK  | –   | 7   | 9   | NU  | 11     |
| 20   | Gianluca Roda                                           | Dempsey-Proton Racing | –   | –   | 8   | –   | –   | 7   | 9   | –   | 10     |
| 21   | Satoshi Hoshino                                         | Dempsey-Proton Racing | –   | –   | –   | DK  | –   | –   | –   | NU  | 1      |
| Poz. | Kierowca                                                | Zespół                | SPA | LMS | SIL | FUJ | SHA | SEB | SPA | LMS | Punkty |

| Legenda     | Legenda                  |
| Oznaczenie  | Wyjaśnienie              |
| ----------- | ------------------------ |
| Złoty       | Zwycięstwo               |
| Srebrny     | 2. miejsce               |
| Brązowy     | 3. miejsce               |
| Zielony     | Miejsce punktowane       |
| Niebieski   | Niesklasyfikowany (NS)   |
| Różowy      | Nie ukończył (NU)        |
| Czarny      | Zdyskwalifikowany (DK)   |
| Czarny      | Wykluczony (WYK)         |
| Biały       | Nie wystartował (NW)     |
| Biały       | Wyścig odwołany (OD)     |
| Bez koloru  | Wycofany (WYC)           |
| Bez koloru  | Nie został zgłoszony (–) |
| Pogrubienie | Pole position            |

### Mistrzostwa producentów i zespołów

#### Mistrzostwo świata LMP1
| Poz. | Zespół               | SPA | LMS | SIL | FUJ | SHA | SEB | SPA | LMS | Punkty |
| ---- | -------------------- | --- | --- | --- | --- | --- | --- | --- | --- | ------ |
| 1    | Toyota Gazoo Racing  | 1   | 1   | DK  | 1   | 1   | 1   | 1   | 1   | 216    |
| 2    | Rebellion Racing     | 3   | 3   | 1   | 3   | 4   | 7   | 2   | 4   | 134    |
| 3    | SMP Racing           | 5   | NU  | 3   | 4   | 3   | 3   | 3   | 3   | 109    |
| 4    | ByKolles Racing Team | 4   | NU  | NU  | 5   | NU  | –   | 34  | NU  | 22,5   |
| 5    | DragonSpeed          | NW  | NU  | 25  | NU  | 6   | NU  | –   | NU  | 8,5    |
| 6    | CEFC TRSM Racing     | WYC | 41  | –   | –   | –   | –   | –   | –   | 1      |

#### Mistrzostwo świata producentów GT
| Poz. | Producent    | SPA | LMS | SIL | FUJ | SHA | SEB | SPA | LMS | Punkty |
| ---- | ------------ | --- | --- | --- | --- | --- | --- | --- | --- | ------ |
| 1    | Porsche      | 2   | 1   | 3   | 1   | 2   | 1   | 3   | 2   | 288    |
| 1    | Porsche      | 4   | 2   | 9   | 5   | 3   | 5   | 8   | 5   | 288    |
| 2    | Ferrari      | 3   | 4   | 1   | 4   | 5   | 4   | 2   | 1   | 194    |
| 2    | Ferrari      | 11  | 6   | 11  | 10  | 6   | 6   | 6   | 9   | 194    |
| 3    | Ford         | 1   | 3   | 2   | 3   | 7   | 3   | 5   | 3   | 178    |
| 3    | Ford         | NU  | 12  | 6   | 8   | 9   | 18  | 10  | 4   | 178    |
| 4    | Aston Martin | 6   | 5   | 4   | 6   | 1   | 8   | 1   | 12  | 136    |
| 4    | Aston Martin | 7   | 13  | 8   | 9   | 4   | 9   | 7   | 14  | 136    |
| 5    | BMW          | 5   | 9   | 5   | 2   | 8   | 2   | 4   | 6   | 114    |
| 5    | BMW          | 8   | NU  | NU  | 7   | 10  | 7   | 9   | 15  | 114    |

#### Trofeum endurance dla zespołów LMP2
| Poz. | Zespół                      | SPA | LMS | SIL | FUJ | SHA | SEB | SPA | LMS | Punkty |
| ---- | --------------------------- | --- | --- | --- | --- | --- | --- | --- | --- | ------ |
| 1    | #36 Signatech Alpine Matmut | 2   | 1   | 3   | 3   | 3   | 2   | 2   | 1   | 181    |
| 2    | #38 Jackie Chan DC Racing   | 1   | 4   | 1   | 2   | 1   | 6   | 3   | 2   | 166    |
| 3    | #37 Jackie Chan DC Racing   | 3   | 2   | 2   | 1   | 4   | 1   | 6   | NU  | 138    |
| 4    | #31 DragonSpeed             | 5   | 3   | 4   | 6   | 2   | 3   | 1   | NU  | 117    |
| 5    | #50 Larbre Compétition      | 6   | 6   | 6   | 5   | 6   | 4   | 7   | 4   | 85     |
| 6    | #29 Racing Team Nederland   | 7   | 5   | 5   | 7   | 5   | 5   | 5   | 5   | 85     |
| 7    | #28 TDS Racing              | 4   | DK  | 7   | 4   | NU  | NS  | 4   | 3   | 66     |

#### Trofeum endurance dla zespołów LMGTE Am
| Poz. | Zespół                    | SPA | LMS | SIL | FUJ | SHA | SEB | SPA | LMS | Punkty |
| ---- | ------------------------- | --- | --- | --- | --- | --- | --- | --- | --- | ------ |
| 1    | #56 Team Project 1        | 9   | 3   | 3   | 1   | 2   | 3   | 5   | 1   | 151    |
| 2    | #77 Dempsey-Proton Racing | 4   | 1   | 1   | DK  | 1   | 1   | 1   | 2   | 110    |
| 3    | #90 TF Sport              | 2   | NU  | 2   | 2   | 8   | 6   | 2   | 6   | 99     |
| 4    | #54 Spirit of Race        | 8   | 2   | 9   | 5   | 4   | 2   | 4   | 7   | 99     |
| 5    | #61 Clearwater Racing     | 3   | 4   | 5   | 6   | 7   | NW  | 3   | 3   | 95     |
| 6    | #86 Gulf Racing           | 7   | 6   | 6   | 4   | 9   | 4   | 7   | 4   | 79     |
| 7    | #98 Aston Martin Racing   | 1   | NU  | 4   | 3   | 5   | 8   | 6   | NU  | 77     |
| 8    | #70 MR Racing             | 5   | 5   | 7   | NU  | 6   | 5   | 8   | 5   | 71     |
| 9    | #88 Dempsey-Proton Racing | 6   | NU  | 8   | DK  | 3   | 7   | 9   | NU  | 26     |